# Laudakia caucasia
Laudakia caucasia är en ödleart som beskrevs av  Karl Eichwald 1831. Laudakia caucasia ingår i släktet Laudakia och familjen agamer. Inga underarter finns listade i Catalogue of Life.